# Chauncey Goodrich
Chauncey Goodrich (Durham, 1759. október 20. – Hartford, 1815. augusztus 18.) az Amerikai Egyesült Államok szenátora (Connecticut, 1807–1813).